# Liste des Premiers ministres français par délégation ou par intérim
Le tableau ci-après recense les ministres français chargés, par délégation ou par intérim, d'exercer les attributions du Premier ministre pendant l'absence de celui-ci.
| Premier ministre par délégation ou intérim | Président de la République   | Premier ministre absent   | Gouvernement      | Décret            | Commentaire              |
| ------------------------------------------ | ---------------------------- | ------------------------- | ----------------- | ----------------- | ------------------------ |
| Louis Jacquinot                            | Charles de Gaulle (1)        | Michel Debré              | Debré             | 2 juillet 1959    |                          |
| Roger Frey                                 | Charles de Gaulle (1)        | Michel Debré              | Debré             | 28 juillet 1960   |                          |
| Louis Jacquinot                            | Charles de Gaulle (1)        | Michel Debré              | Debré             | 6 juillet 1961    |                          |
| Pierre Guillaumat                          | Charles de Gaulle (1)        | Michel Debré              | Debré             | 10 août 1961      |                          |
| Louis Joxe                                 | Charles de Gaulle (1)        | Georges Pompidou          | Pompidou (1)      | 11 août 1962      |                          |
| Louis Joxe                                 | Charles de Gaulle (1)        | Georges Pompidou          | Pompidou (2)      | 16 avril 1963     |                          |
| Louis Joxe                                 | Charles de Gaulle (1)        | Georges Pompidou          | Pompidou (2)      | 4 avril 1964      |                          |
| Louis Joxe                                 | Charles de Gaulle (1)        | Georges Pompidou          | Pompidou (2)      | 2 juillet 1964    |                          |
| Louis Joxe                                 | Charles de Gaulle (1)        | Georges Pompidou          | Pompidou (2)      | 14 avril 1965     |                          |
| Louis Joxe                                 | Charles de Gaulle (2)        | Georges Pompidou          | Pompidou (3)      | 10 août 1966      |                          |
| Louis Joxe                                 | Charles de Gaulle (2)        | Georges Pompidou          | Pompidou (4)      | 27 mai 1967       |                          |
| Louis Joxe                                 | Charles de Gaulle (2)        | Georges Pompidou          | Pompidou (4)      | 3 juillet 1967    |                          |
| Louis Joxe                                 | Charles de Gaulle (2)        | Georges Pompidou          | Pompidou (4)      | 31 juillet 1967   |                          |
| Louis Joxe                                 | Charles de Gaulle (2)        | Georges Pompidou          | Pompidou (4)      | 1er mai 1968      |                          |
| Jean-Marcel Jeanneney                      | Charles de Gaulle (2)        | Maurice Couve de Murville | Couve de Murville | 28 septembre 1968 |                          |
| Jean-Marcel Jeanneney                      | Charles de Gaulle (2)        | Maurice Couve de Murville | Couve de Murville | 28 septembre 1968 |                          |
| Pierre Messmer                             | Georges Pompidou (•)         | Jacques Chaban-Delmas     | Chaban-Delmas     | 13 octobre 1971   |                          |
| Michel Poniatowski                         | Valéry Giscard d'Estaing (•) | Jacques Chirac            | Chirac (1)        | 29 novembre 1974  |                          |
| Michel Poniatowski                         | Valéry Giscard d'Estaing (•) | Jacques Chirac            | Chirac (1)        | 25 juillet 1975   |                          |
| Michel Poniatowski                         | Valéry Giscard d'Estaing (•) | Jacques Chirac            | Chirac (1)        | 7 août 1975       |                          |
| Michel Poniatowski                         | Valéry Giscard d'Estaing (•) | Jacques Chirac            | Chirac (1)        | 22 janvier 1976   |                          |
| Jean Lecanuet                              | Valéry Giscard d'Estaing (•) | Jacques Chirac            | Chirac (1)        | 19 mars 1976      |                          |
| Alain Peyrefitte                           | Valéry Giscard d'Estaing (•) | Raymond Barre             | Barre (2)         | 7 avril 1977      |                          |
| Alain Peyrefitte                           | Valéry Giscard d'Estaing (•) | Raymond Barre             | Barre (2)         | 18 janvier 1978   |                          |
| Alain Peyrefitte                           | Valéry Giscard d'Estaing (•) | Raymond Barre             | Barre (3)         | 5 février 1979    |                          |
| Alain Peyrefitte                           | Valéry Giscard d'Estaing (•) | Raymond Barre             | Barre (3)         | 6 juillet 1979    |                          |
| Alain Peyrefitte                           | Valéry Giscard d'Estaing (•) | Raymond Barre             | Barre (3)         | 26 juillet 1979   |                          |
| Alain Peyrefitte                           | Valéry Giscard d'Estaing (•) | Raymond Barre             | Barre (3)         | 6 février 1980    |                          |
| Alain Peyrefitte                           | Valéry Giscard d'Estaing (•) | Raymond Barre             | Barre (3)         | 7 mai 1980        |                          |
| Alain Peyrefitte                           | Valéry Giscard d'Estaing (•) | Raymond Barre             | Barre (3)         | 24 septembre 1980 |                          |
| Michel Jobert                              | François Mitterrand (1)      | Pierre Mauroy             | Mauroy (2)        | 18 février 1982   | jusqu'au 19 février 1982 |
| Gaston Defferre                            | François Mitterrand (1)      | Pierre Mauroy             | Mauroy (2)        | 18 février 1982   | du 20 au 21 février 1982 |
| Gaston Defferre                            | François Mitterrand (1)      | Pierre Mauroy             | Mauroy (2)        | 3 mars 1982       |                          |
| Gaston Defferre                            | François Mitterrand (1)      | Pierre Mauroy             | Mauroy (2)        | 21 avril 1982     |                          |
| Gaston Defferre                            | François Mitterrand (1)      | Pierre Mauroy             | Mauroy (2)        | 14 mai 1982       |                          |
| Gaston Defferre                            | François Mitterrand (1)      | Pierre Mauroy             | Mauroy (2)        | 19 mai 1982       |                          |
| Gaston Defferre                            | François Mitterrand (1)      | Pierre Mauroy             | Mauroy (2)        | 8 décembre 1982   |                          |
| Jacques Delors                             | François Mitterrand (1)      | Pierre Mauroy             | Mauroy (3)        | 2 novembre 1983   |                          |
| Jacques Delors                             | François Mitterrand (1)      | Pierre Mauroy             | Mauroy (3)        | 8 décembre 1983   |                          |
| Jacques Delors                             | François Mitterrand (1)      | Pierre Mauroy             | Mauroy (3)        | 11 janvier 1984   |                          |
| Jacques Delors                             | François Mitterrand (1)      | Pierre Mauroy             | Mauroy (3)        | 18 janvier 1984   |                          |
| Jacques Delors                             | François Mitterrand (1)      | Pierre Mauroy             | Mauroy (3)        | 22 février 1984   |                          |
| Jacques Delors                             | François Mitterrand (1)      | Pierre Mauroy             | Mauroy (3)        | 29 mars 1984      |                          |
| Jacques Delors                             | François Mitterrand (1)      | Pierre Mauroy             | Mauroy (3)        | 28 juin 1984      |                          |
| Gaston Defferre                            | François Mitterrand (1)      | Laurent Fabius            | Fabius            | 23 octobre 1985   |                          |
| Édouard Balladur                           | François Mitterrand (1)      | Jacques Chirac            | Chirac (2)        | 2 mai 1986        |                          |
| Édouard Balladur                           | François Mitterrand (1)      | Jacques Chirac            | Chirac (2)        | 27 mars 1987      |                          |
| Édouard Balladur                           | François Mitterrand (1)      | Jacques Chirac            | Chirac (2)        | 13 mai 1987       |                          |
| Édouard Balladur                           | François Mitterrand (1)      | Jacques Chirac            | Chirac (2)        | 27 août 1987      |                          |
| André Giraud                               | François Mitterrand (1)      | Jacques Chirac            | Chirac (2)        | 22 décembre 1987  |                          |
| Pierre Bérégovoy                           | François Mitterrand (2)      | Michel Rocard             | Rocard (2)        | 28 juillet 1989   |                          |
| Lionel Jospin                              | François Mitterrand (2)      | Michel Rocard             | Rocard (2)        | 14 décembre 1989  |                          |
| Michel Durafour                            | François Mitterrand (2)      | Michel Rocard             | Rocard (2)        | 17 janvier 1990   |                          |
| Pierre Bérégovoy                           | François Mitterrand (2)      | Michel Rocard             | Rocard (2)        | 18 juin 1990      |                          |
| Lionel Jospin                              | François Mitterrand (2)      | Michel Rocard             | Rocard (2)        | 31 octobre 1990   |                          |
| Pierre Bérégovoy                           | François Mitterrand (2)      | Michel Rocard             | Rocard (2)        | 21 décembre 1990  |                          |
| Michel Durafour                            | François Mitterrand (2)      | Michel Rocard             | Rocard (2)        | 24 décembre 1990  |                          |
| Lionel Jospin                              | François Mitterrand (2)      | Michel Rocard             | Rocard (2)        | 13 février 1991   |                          |
| Lionel Jospin                              | François Mitterrand (2)      | Michel Rocard             | Rocard (2)        | 13 mars 1991      |                          |
| Michel Durafour                            | François Mitterrand (2)      | Michel Rocard             | Rocard (2)        | 25 avril 1991     |                          |
| Pierre Bérégovoy                           | François Mitterrand (2)      | Michel Rocard             | Rocard (2)        | 25 avril 1991     |                          |
| Jack Lang                                  | François Mitterrand (2)      | Pierre Bérégovoy          | Bérégovoy         | 2 octobre 1992    |                          |
| Simone Veil                                | François Mitterrand (2)      | Édouard Balladur          | Balladur          | 6 avril 1994      |                          |